# Gausberto I de Ampúrias
Gausberto I de Ampúrias (c. 870 - 931) foi um nobre da Alta Idade Média francesa, tendo sido, desde 915 conde de Ampúrias e Conde de Rossilhão.
Com a morte de seu pai, Suniário II de Ampúrias, em 915, os territórios condais que este tinha como seus domínios passaram a ele e para o seu irmão Bencio I de Rossilhão, no entanto, o facto de Bêncio I, vir a morrer em 916 fez com que toda a herança paterna ficasse nas mãos de Gausberto I.
Em 924, Gausberto I participa numa campanha militar juntamente com o marquês da Gótia contra invasores mouros e em 927 inicia a reconstrução de São Martinho de Ampúrias.

## Relações familiares
Foi filho de Suniário II de Ampúrias (ca. 840 — 915) e de Ermengarda. Casou com Trudegarda, de quem teve:
1. Ermengarda de Ampúrias ou também Ermengarda de Ampúrias (c. 910 ou 920 - 994) casada com Oliba Cabreta (c. 920 – Montecassino, Itália, 990) foi Conde de Cerdanha de 968 a 988 e Conde de Besalú de 984 até à abdicação em 988.
2. Suniário de Ampúrias, bispo de Elna,
3. Gausfredo I de Ampúrias, (c. 910 - 991)
4. Guadal, bispo de Elna (? - 947).